# Carlos Miguel Brandão Fernandes
Carlos Miguel Brandão Fernandes (Lisboa, 5 de Maio de 1978) é um futebolista português, que joga habitualmente a defesa.
Já actuou em vários clubes de diversos escalões do futebol português. Em Junho de 2009 rescindiu com o Clube Sport Marítimo e assinou pelo Sporting Clube Olhanense.